# Erebia honei
Erebia honei är en fjärilsart som beskrevs av Goltz 1937. Erebia honei ingår i släktet Erebia och familjen praktfjärilar. Inga underarter finns listade i Catalogue of Life.